# كوزي
الكوزي من أشهر أكلات الأرز في السعودية، يتم تقديمه في المناسبات والأعياد، وهو طبق دسم يتكون من اللحم أو الدجاج والارز، ويزين بالصنوبر والزبيب المقلي مع شرائح من البيض المسلوق، والبعض قد يضيف المكرونة الاسباغتي أو البصل المحمر.